# Список эскадрилий ВВС Югославии

В данной статье представлены все существовавшие с 1945 по 1991 годы эскадрильи военно-воздушных сил и войск ПВО СФРЮ как неотъемлемого рода войск в составе вооружённых сил Социалистической Федеративной Республики Югославия.
До 1959 года каждый авиационный полк Югославии состоял из трёх авиационных эскадрилий и одной технической эскадрильи, отвечавшей за материальное снабжение трёх эскадрилий. Каждая эскадрилья имела номер с 1-го по 3-й в составе авиационного полка. Существовали также отдельные и учебные эскадрильи при авиационных дивизиях, эскадрильи связи в военных областях и авиационных корпусах, эскадрильи лёгкой боевой авиации и эскадрильи связи при Авиационном командовании.
В 1959 году началась серия реформ в Югославской народной армии, что вошло в историю как план «Дрвар». С апреля 1961 года была принята новая система обозначения эскадрилий номерами:
- Истребительные авиационные эскадрильи — номера, начиная со 120-го;
- Истребительно-бомбардировочные эскадрильи — номера, начиная с 235-го;
- Разведывательные авиационные эскадрильи — номера, начиная с 350-го;
- Эскадрильи лёгкой боевой авиации — номера, начиная с 460-го;
- Противолодочные авиационные эскадрильи — номера, начиная с 570-го;
- Транспортные авиационные эскадрильи — номера, начиная с 675-го;
- Вертолётные эскадрильи — номера, начиная с 780-го;
- Эскадрильи авиационной связи — номера, начиная с 890-го.

## Условные обозначения
В данной таблице приведены обозначения основных видов эскадрилий в ВВС ЮНА, принятых к 1991 году.
| Аббревиатура на латинице | Аббревиатура на кириллице | Полное название на латинице                | Полное название на кириллице               | Перевод на русский                                    |
| ------------------------ | ------------------------- | ------------------------------------------ | ------------------------------------------ | ----------------------------------------------------- |
| LAE                      | ЛАЕ                       | Lovačka avijacijska eskadrila              | Ловачка авијацијска ескадрила              | Истребительная авиационная эскадрилья                 |
| LBAE                     | ЛБАЕ                      | Lovačko-bombarderska avijacijska eskadrila | Ловачко-бомбардерска авијацијска ескадрила | Истребительно-бомбардировочная авиационная эскадрилья |
| HE                       | ХЕ                        | Helikopterska eskadrila                    | Хеликоптерска ескадрила                    | Вертолётная эскадрилья                                |
| IAE                      | ИАЕ                       | Izviđačka avijacijska eskadrila            | Извиђачка авијацијска ескадрила            | Разведывательная авиационная эскадрилья               |
| TRAE                     | ТРАЕ                      | Transportna avijacijska eskadrila          | Транспортна авијацијска ескадрила          | Транспортная авиационная эскадрилья                   |
| PPAE                     | ППАЕ                      | Protivpožarna avjazijska eskadrila         | Противпожарна авијацијска ескадрила        | Противопожарная авиационная эскадрилья                |
| TRHE                     | ТРХЕ                      | Transportna helikopterska eskadrila        | Транспортна хеликоптерска ескадрила        | Транспортная вертолётная эскадрилья                   |
| PPHE                     | ППХЕ                      | Protivpodmornička helikopterska eskadrila  | Противподморничка хеликоптерска ескадрила  | Противолодочная вертолётная эскадрилья                |
| POHE                     | ПОХЕ                      | Protivoklopna helikopterska eskadrila      | Противоклопна хеликоптерска ескадрила      | Противотанковая вертолётная эскадрилья                |
| IHE                      | ИХЕ                       | Izviđačka helikopterska eskadrila          | Извиђачка хеликоптерска ескадрила          | Разведывательная вертолётная эскадрилья               |

## Эскадрильи, образованные в годы Второй мировой войны
- 1-я истребительная югославская эскадрилья (352-я эскадрилья ВВС Великобритании)
- 2-я истребительная югославская эскадрилья (351-я эскадрилья ВВС Великобритании)
- Эскадрилья связи Военно-воздушных сил Народно-освободительной армии и партизанских отрядов Югославии
- 1-я авиационная эскадрилья 5-го Боснийского армейского корпуса
- 2-я авиационная эскадрилья 5-го Боснийского армейского корпуса
- Мостарская эскадрилья

## Эскадрильи, существовавшие до 1961 года

### Отдельные эскадрильи
- 715-я отдельная разведывательная эскадрилья
- 122-я эскадрилья связи гидросамолётов
- 27-я вертолётная эскадрилья
- 16-я разведывательная эскадрилья зенитной артиллерии[англ.]
- 34-я вертолётная эскадрилья
- 48-я вертолётная эскадрилья

### Учебные эскадрильи авиационных дивизий
- Учебная эскадрилья 21-й авиационной дивизии[англ.]
- Учебная эскадрилья 29-й авиационной дивизии
- Учебная эскадрилья 32-й авиационной дивизии[англ.]
- Учебная эскадрилья 37-й авиационной дивизии[англ.]
- Учебная эскадрилья 39-й авиационной дивизии[англ.]
- Учебная эскадрилья 44-й авиационной дивизии

### Эскадрильи связи военных округов и авиационных корпусов
- Эскадрилья связи 1-й военной области
- Эскадрилья связи 3-й военной области
- Эскадрилья связи 5-й военной области
- Эскадрилья связи 7-й военной области
- Эскадрилья связи 3-го авиационного корпуса[англ.]
- Эскадрилья связи 7-го авиационного корпуса[англ.]

### Эскадрильи лёгкой боевой авиации и эскадрильи связи авиационного командования
- Эскадрилья лёгкой боевой авиации 1-го авиационного командования
- Эскадрилья лёгкой боевой авиации 3-го авиационного командования
- Эскадрилья лёгкой боевой авиации 5-го авиационного командования[англ.]
- Эскадрилья лёгкой боевой авиации 7-го авиационного командования[англ.]
- Эскадрилья лёгкой боевой авиации 9-го авиационного командования[англ.]
- Эскадрилья связи 1-го авиационного командования
- Эскадрилья связи 3-го авиационного командования
- Эскадрилья связи 5-го авиационного командования
- Эскадрилья связи 7-го авиационного командования
- Эскадрилья связи 9-го авиационного командования

## Эскадрильи, существовавшие в 1961—1991 годах

### Истребительные авиационные эскадрильи
- 120-я истребительная авиационная эскадрилья
- 121-я истребительная авиационная эскадрилья[англ.]
- 122-я истребительная авиационная эскадрилья[англ.]
- 123-я истребительная авиационная эскадрилья
- 124-я истребительная авиационная эскадрилья
- 125-я истребительная авиационная эскадрилья
- 126-я истребительная авиационная эскадрилья
- 127-я истребительная авиационная эскадрилья
- 128-я истребительная авиационная эскадрилья
- 129-я истребительная авиационная эскадрилья
- 130-я истребительная авиационная эскадрилья

### Истребительно-бомбардировочные авиационные эскадрильи
- 229-я истребительно-бомбардировочная авиационная эскадрилья
- 235-я истребительно-бомбардировочная авиационная эскадрилья
- 236-я истребительно-бомбардировочная авиационная эскадрилья
- 237-я истребительно-бомбардировочная авиационная эскадрилья
- 238-я истребительно-бомбардировочная авиационная эскадрилья
- 239-я истребительно-бомбардировочная авиационная эскадрилья
- 240-я истребительно-бомбардировочная авиационная эскадрилья
- 241-я истребительно-бомбардировочная авиационная эскадрилья
- 242-я истребительно-бомбардировочная авиационная эскадрилья
- 243-я истребительно-бомбардировочная авиационная эскадрилья
- 245-я истребительно-бомбардировочная авиационная эскадрилья
- 247-я истребительно-бомбардировочная авиационная эскадрилья
- 249-я истребительно-бомбардировочная авиационная эскадрилья
- 251-я истребительно-бомбардировочная авиационная эскадрилья
- 252-я истребительно-бомбардировочная авиационная эскадрилья[англ.]
- 334-я истребительно-бомбардировочная авиационная эскадрилья

### Разведывательные авиационные эскадрильи
- 350-я разведывательная авиационная эскадрилья[англ.]
- 351-я разведывательная авиационная эскадрилья
- 352-я разведывательная авиационная эскадрилья
- 353-я разведывательная авиационная эскадрилья
- 354-я разведывательная авиационная эскадрилья
- 355-я разведывательная авиационная эскадрилья[англ.]

### Эскадрильи лёгкой боевой авиации
- 460-я эскадрилья лёгкой боевой авиации
- 461-я эскадрилья лёгкой боевой авиации
- 462-я эскадрилья лёгкой боевой авиации[англ.]
- 463-я эскадрилья лёгкой боевой авиации
- 464-я эскадрилья лёгкой боевой авиации
- 465-я эскадрилья лёгкой боевой авиации
- 466-я эскадрилья лёгкой боевой авиации
- 467-я эскадрилья лёгкой боевой авиации

### Противолодочные авиационные эскадрильи
- 570-я противолодочная авиационная эскадрилья[англ.]
- 571-я противолодочная авиационная эскадрилья[англ.]

### Транспортные авиационные эскадрильи
- 675-я транспортная авиационная эскадрилья
- 676-я транспортная авиационная эскадрилья
- 677-я транспортная авиационная эскадрилья
- 678-я транспортная авиационная эскадрилья
- 679-я транспортная авиационная эскадрилья

### Вертолётные эскадрильи
- 711-я противотанковая вертолётная эскадрилья
- 712-я противотанковая вертолётная эскадрилья
- 713-я противотанковая вертолётная эскадрилья
- 714-я противотанковая вертолётная эскадрилья
- 722-я противотанковая вертолётная эскадрилья
- 780-я транспортная вертолётная эскадрилья
- 781-я транспортная вертолётная эскадрилья
- 782-я транспортная вертолётная эскадрилья
- 783-я вертолётная эскадрилья
- 784-я противолодочная вертолётная эскадрилья
- 787-я транспортная вертолётная эскадрилья
- 789-я транспортная вертолётная эскадрилья
- 790-я транспортная вертолётная эскадрилья
- 890-я транспортная вертолётная эскадрилья

### Эскадрильи авиационной связи
- 890-я эскадрилья авиационной связи
- 891-я эскадрилья авиационной связи
- 892-я эскадрилья авиационной связи
- 893-я эскадрилья авиационной связи
- 894-я эскадрилья авиационной связи
- 895-я вертолётная эскадрилья разведки и связи[англ.]
- 896-я вертолётная эскадрилья разведки и связи[англ.]
- 897-я вертолётная эскадрилья разведки и связи[англ.]
- 898-я вертолётная эскадрилья разведки и связи[англ.]

### Прочие эскадрильи
- 252-я учебная авиационная эскадрилья[англ.]
- 333-я смешанная авиационная эскадрилья
- 676-я противопожарная авиационная эскадрилья
- 678-я смешанная авиационная эскадрилья
- 3-я смешанная авиационная эскадрилья 105-го полка
- 3-я истребительно-бомбардировочная авиационная эскадрилья 107-го вертолётного полка